# Remilly-Wirquin
Remilly-Wirquin [ʁəmiji viʁkɛ̃] est une commune française située dans le département du Pas-de-Calais en région Hauts-de-France. Ses habitants sont appelés les Remilly-Wirquinois. La commune est membre de la communauté de communes du Pays de Lumbres.
Le territoire de la commune est situé dans le parc naturel régional des Caps et Marais d'Opale.

## Géographie

### Localisation
Localisée dans le nord-est du département du Pas-de-Calais, Remilly-Wirquin est une commune rurale de la vallée de l'Aa située, à vol d'oiseau, à 6 km au sud-est de la commune de Lumbres et à 11 km au sud-ouest de la commune de Saint-Omer (aire d'attraction et chef-lieu d'arrondissement).
Le territoire de la commune est limitrophe de ceux de six communes.
Les communes limitrophes sont Esquerdes, Cléty, Hallines, Ouve-Wirquin, Pihem et Wavrans-sur-l'Aa.

### Géologie et relief
La superficie de la commune est de 5,23 km2 ; son altitude varie de 47  à   135 m.

### Hydrographie
La commune est située dans le bassin Artois-Picardie.
Elle est drainée par le fleuve l'Aa, un cours d'eau naturel de 56 km, qui prend sa source dans la commune de Bourthes et se jette dans le canal de Neufossé au niveau de la commune de Saint-Omer, et par un petit cours d'eau au toponyme hydrographique inconnu d'une longueur de 1,73 km.

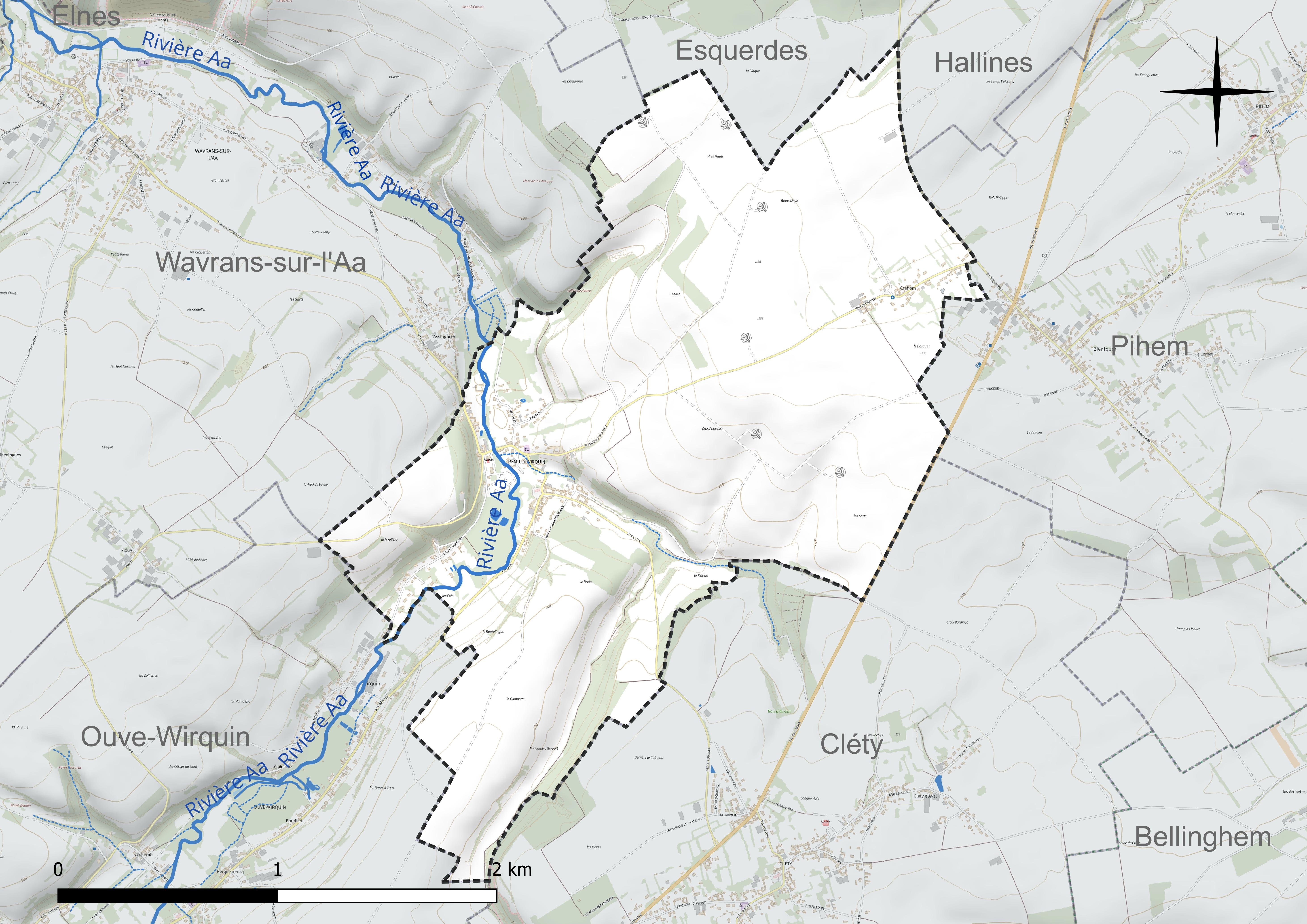
Réseau hydrographique de Remilly-Wirquin.

### Climat
Pour des articles plus généraux, voir Climat des Hauts-de-France et Climat du Nord-Pas-de-Calais.
En 2010, le climat de la commune est de type climat océanique altéré, selon une étude du CNRS s'appuyant sur une série de données couvrant la période 1971-2000. En 2020, Météo-France publie une typologie des climats de la France métropolitaine dans laquelle la commune est exposée à un climat océanique et est dans la région climatique Côtes de la Manche orientale, caractérisée par un faible ensoleillement (1 550 h/an) ; forte humidité de l’air (plus de 20 h/jour avec humidité relative > 80 % en hiver), vents forts fréquents.
Pour la période 1971-2000, la température annuelle moyenne est de 10,2 °C, avec une amplitude thermique annuelle de 13,8 °C. Le cumul annuel moyen de précipitations est de 887 mm, avec 13,3 jours de précipitations en janvier et 8,6 jours en juillet. Pour la période 1991-2020, la température moyenne annuelle observée sur la station météorologique la plus proche, située sur la commune de Nielles-lès-Bléquin à 10 km à vol d'oiseau, est de 10,6 °C et le cumul annuel moyen de précipitations est de 976,9 mm,. Pour l'avenir, les paramètres climatiques de la commune estimés pour 2050 selon différents scénarios d'émission de gaz à effet de serre sont consultables sur un site dédié publié par Météo-France en novembre 2022.

### Paysages
Pour un article plus général, voir Paysage en France.
La commune s'inscrit dans les « paysages des hauts plateaux artésiens » tels qu’ils sont définis dans l’atlas de paysages de la région Nord-Pas-de-Calais, conçu par la direction régionale de l'Environnement, de l'Aménagement et du Logement (DREAL),.
Ces paysages, qui concernent 77 communes du Pas-de-Calais, se situent à l'extrémité ouest des collines de l'Artois qui traversent le Pas-de-Calais d'Arras au Boulonnais. L'altitude de ces paysages dépassent les 180 mètres. Ces dimensions sont modestes, d'une quinzaine de kilomètres du sud-est au nord-ouest et d'une vingtaine de kilomètres dans sa dimension la plus grande.
Ces « paysages des hauts plateaux artésiens », appelés aussi « Haut Artois », se caractérisent par trois ensembles écopaysagers : 
- l'ensemble mésophile ouvert du plateau artésien calcaire ;
- l'ensemble alluvial des fonds de vallée de la Lys et de l'Aa ;
- l'ensemble calcicole des versants calcaires des vallées[13].

Le « Haut Artois » dispose d'une importante densité de corridors biologiques bien interconnectés.
Dans le « Haut Artois », pas de villes, c'est une des rares terres rurales de la région, les communes les plus importantes sont, du nord au sud, Lumbres, Fauquembergues et Fruges. Le « Haut Artois », drainé par l'Aa et la Lys, constitue le sommet de l'anticlinal artésien, paysage ventée, froid et aux précipitations importantes qui en font le château d'eau régional.
Leș cultures représentent environ 60 % des sols, les prairies entre 26 et 27 %, les bois de 5 à 8 % et les villages et bourgs de 5 à 8 %, l'industrie y est peu présente.

### Milieux naturels et biodiversité

#### Espace protégé
La protection réglementaire est le mode d’intervention le plus fort pour préserver des espaces naturels remarquables et leur biodiversité associée.
Dans ce cadre, la commune fait partie d'un espace protégé : le parc naturel régional des Caps et Marais d'Opale, d’une superficie de 132 499 ha réparties sur 154 communes, géré par le syndicat mixte d'aménagement et de gestion du parc naturel régional des Caps et Marais d'Opale.

#### Zones naturelles d'intérêt écologique, faunistique et floristique
L’inventaire des zones naturelles d'intérêt écologique, faunistique et floristique (ZNIEFF) a pour objectif de réaliser une couverture des zones les plus intéressantes sur le plan écologique, essentiellement dans la perspective d’améliorer la connaissance du patrimoine naturel national et de fournir aux différents décideurs un outil d’aide à la prise en compte de l’environnement dans l’aménagement du territoire.
Le territoire communal comprend trois ZNIEFF de type 1 :
- les coteaux de la haute vallée de l’Aa et les carrières de Cléty. Cette ZNIEFF est constituée d’une craie marneuse formée il y a environ 90 millions d’années par la sédimentation marine. L’érosion du plateau crayeux de l’Artois a donné naissance à de nombreuses vallées sèches ou parcourues par des ruisseaux temporaires, voire de véritables cours d’eau[16] ;
- les pelouses crayeuses de Wavrans et Elnes, d’une superficie de 137 ha et d'une altitude variant de 50  à   110 m. Ce site, sur le flanc exposé au sud de la vallée de l’Aa, représente la partie méridionale du promontoire crayeux au pied duquel serpente l’Aa à partir de Remilly-Wirquin[17] ;
- La haute Aa et ses végétations alluviales entre Remilly-Wirquin et Wicquinghem, d’une superficie de 564 ha et d'une altitude variant de 40  à   118 m[18].

et deux ZNIEFF de type 2 :
- la moyenne vallée de l’Aa et ses versants entre Remilly-Wirquin et Wizernes. La moyenne vallée de l’Aa et ses versants représentent un remarquable ensemble écologique associant des habitats très différents constituant des complexes de végétations souvent complémentaires[19] ;
- la haute vallée de l’Aa et ses versants en amont de Remilly-Wirquin. La haute vallée de l’Aa se rattache à l’entité paysagère des hauts plateaux artésiens, elle intègre la source de ce fleuve côtier situé à Bourthes et les premiers kilomètres de ce cours d’eau qui trace un sillon profond dans les collines de l'Artois[20].

Carte des ZNIEFF de type 1 et 2 sur la commune
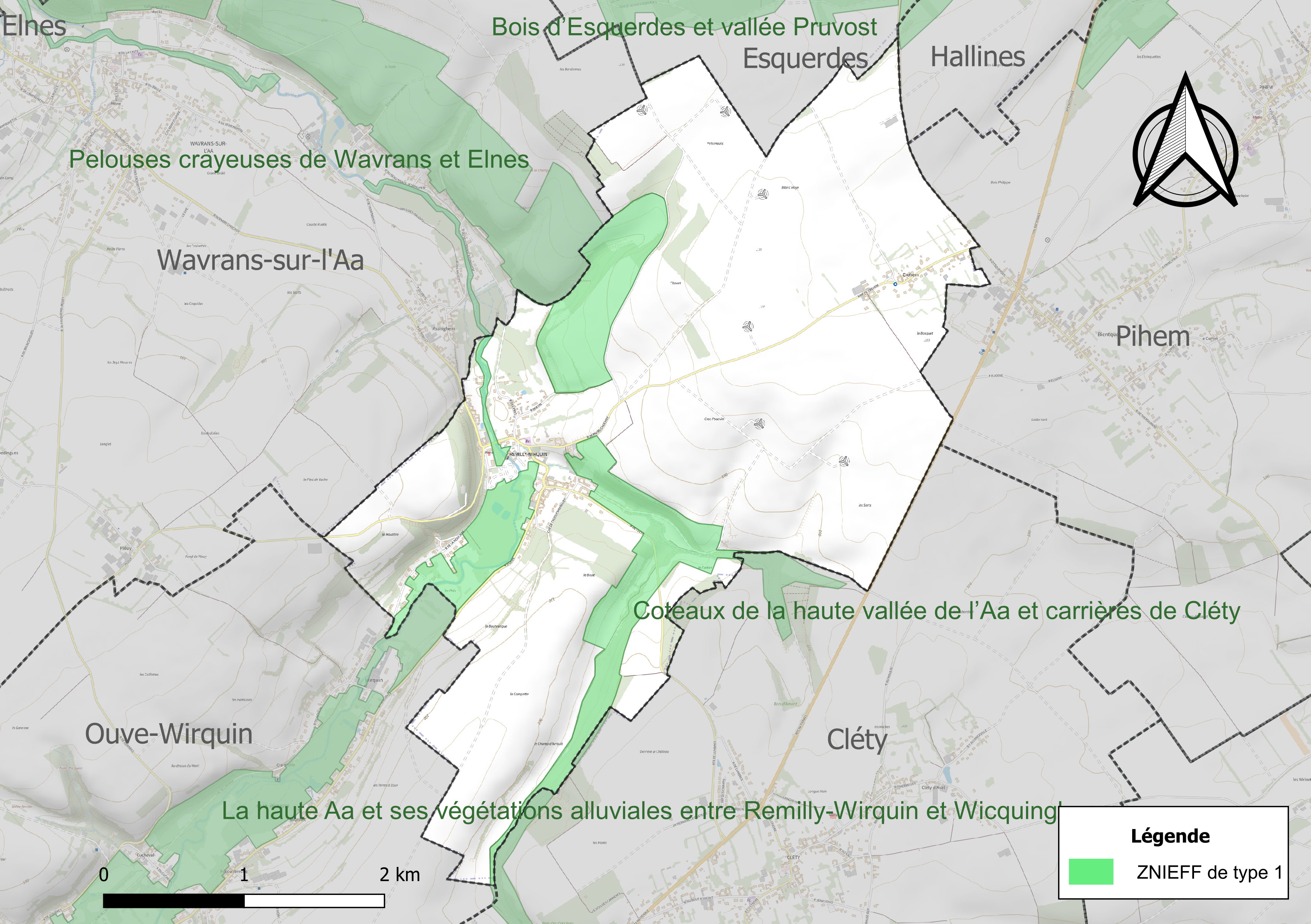
Carte des ZNIEFF de type 1 sur la commune.
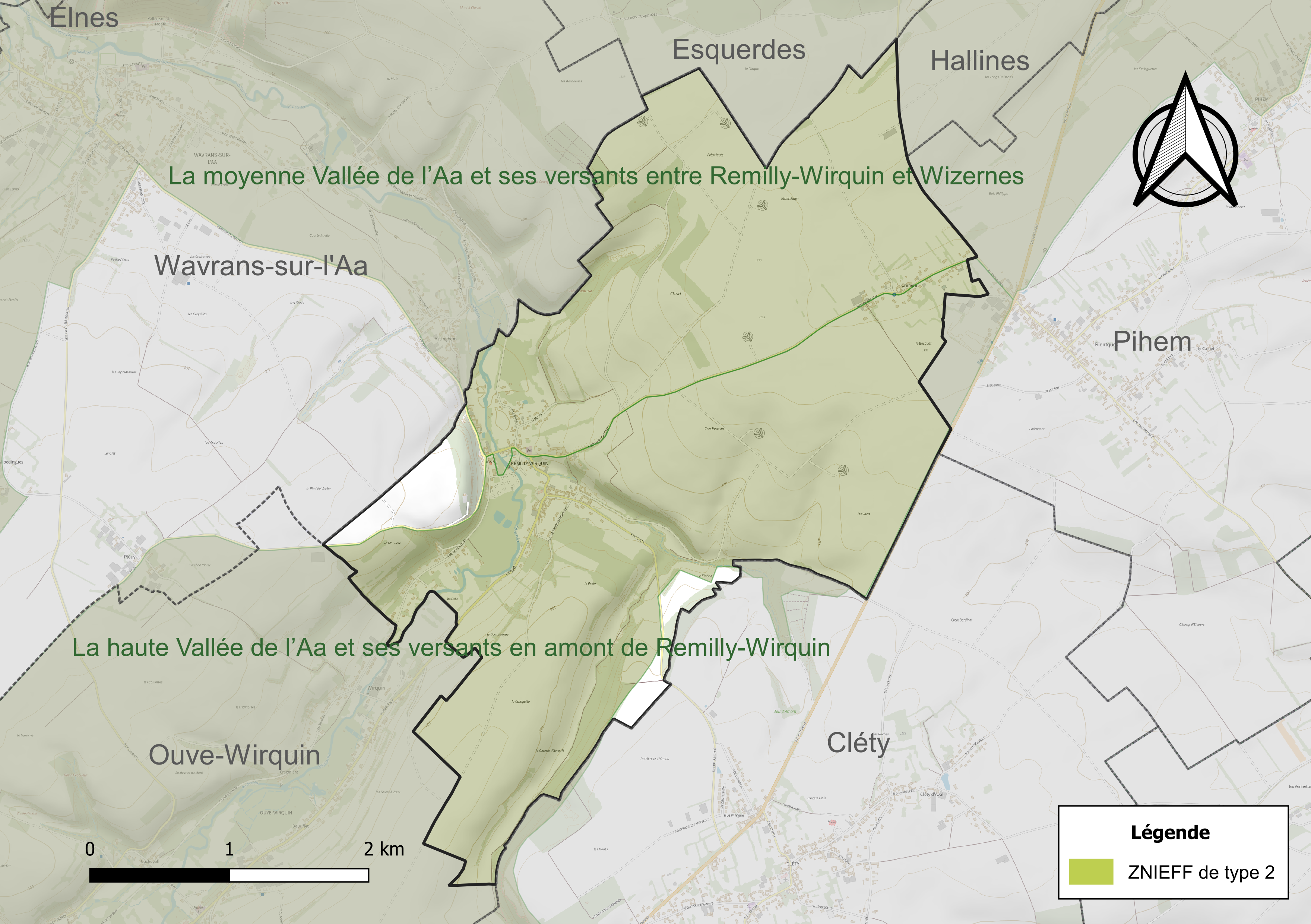
Carte des ZNIEFF de type 2 sur la commune.

#### Espèces faunistiques et floristiques
L’Inventaire national du patrimoine naturel (INPN) recense plusieurs espèces faunistiques et floristiques sur le territoire de la commune dont certaines sont protégées et d’autres menacées et quasi-menacées.

#### Patrimoine géologique
Sur le territoire communal se trouve le site limite Turonien et Coniacien dans la réserve naturelle régionale (RNR) des anciennes carrières de Cléty. Il est inscrit à l'inventaire national du patrimoine géologique.

## Urbanisme

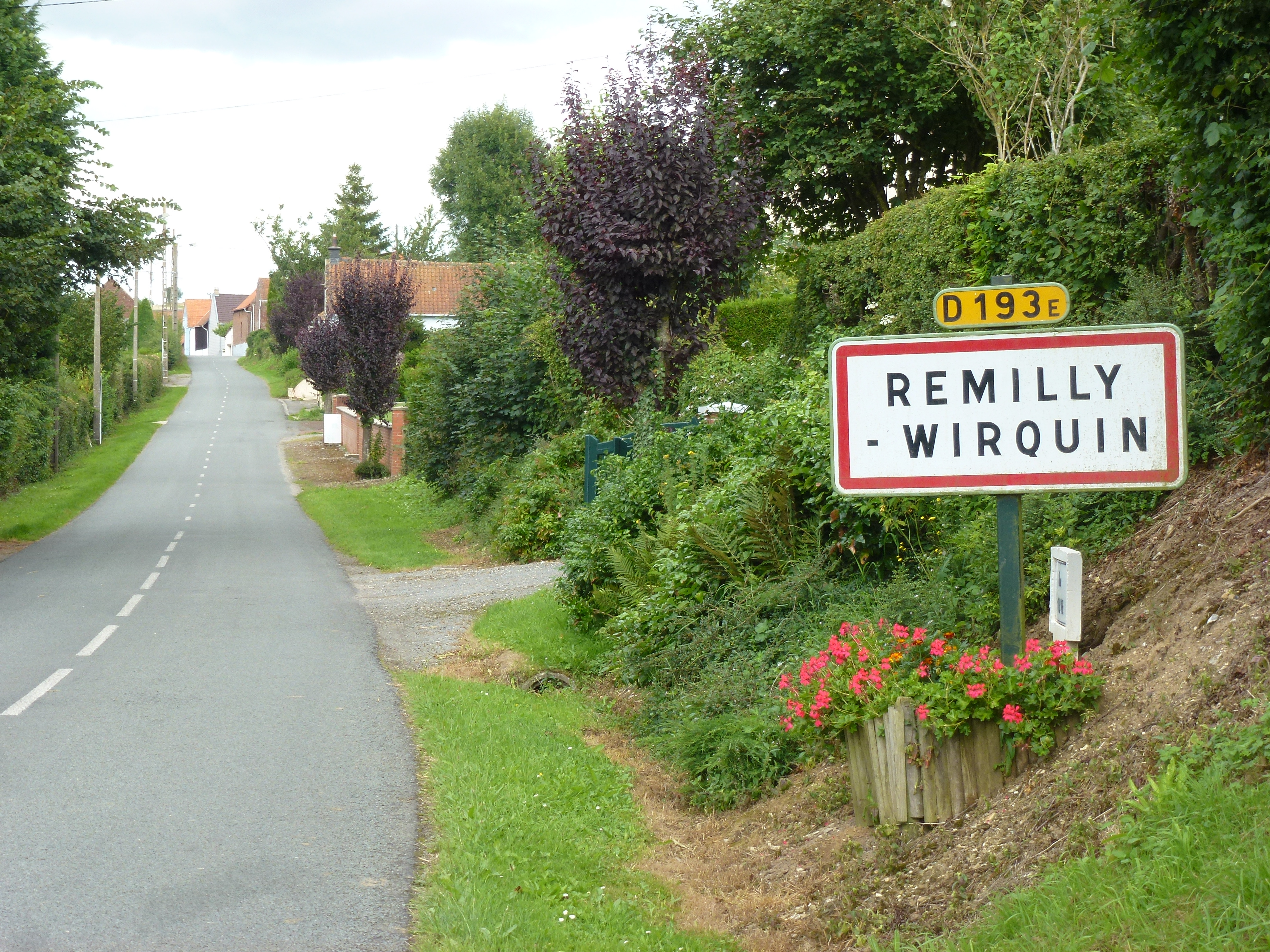
Entrée de Remilly-Wirquin par la D193E.
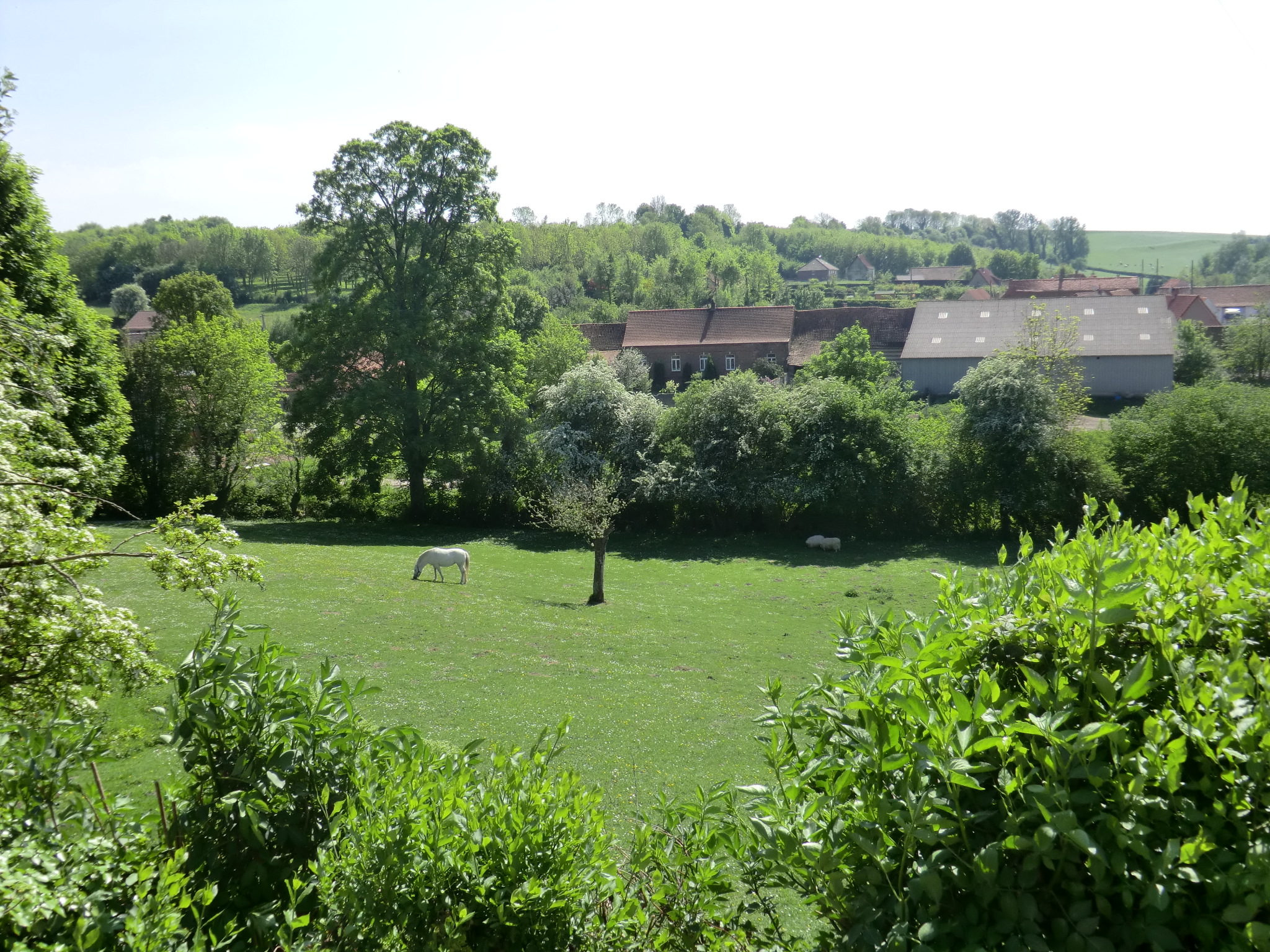
Vue sur une pâture et sur le paysage de bocage et de vallée, mai 2011.

### Typologie
Au 1er janvier 2024, Remilly-Wirquin est catégorisée commune rurale à habitat dispersé, selon la nouvelle grille communale de densité à sept niveaux définie par l'Insee en 2022.
Elle appartient à l'unité urbaine de Lumbres, une agglomération intra-départementale regroupant huit communes, dont elle est une commune de la banlieue,,. Par ailleurs la commune fait partie de l'aire d'attraction de Saint-Omer, dont elle est une commune de la couronne,. Cette aire, qui regroupe 79 communes, est catégorisée dans les aires de 50 000 à moins de 200 000 habitants,.

### Occupation des sols
L'occupation des sols de la commune, telle qu'elle ressort de la base de données européenne d’occupation biophysique des sols Corine Land Cover (CLC), est marquée par l'importance des territoires agricoles (100 % en 2018), une proportion identique à celle de 1990 (100 %). La répartition détaillée en 2018 est la suivante :
terres arables (70,8 %), prairies (25,9 %), zones agricoles hétérogènes (3,3 %). L'évolution de l’occupation des sols de la commune et de ses infrastructures peut être observée sur les différentes représentations cartographiques du territoire : la carte de Cassini (XVIIIe siècle), la carte d'état-major (1820-1866) et les cartes ou photos aériennes de l'IGN pour la période actuelle (1950 à aujourd'hui).

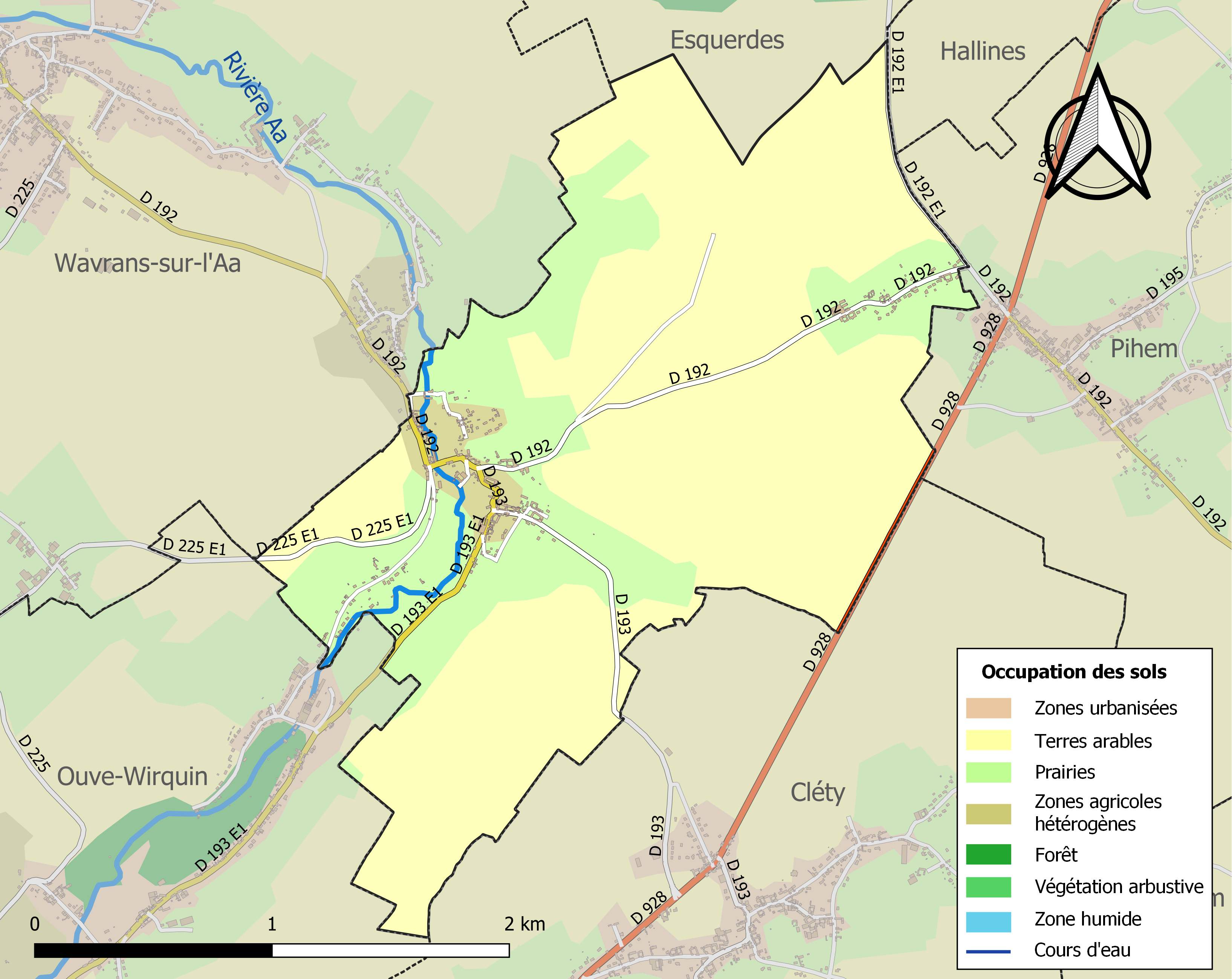
Carte des infrastructures et de l'occupation des sols de la commune en 2018 (CLC).

### Risques naturels et technologiques

#### Risque inondation
À la suite du passage des tempêtes Ciarán, Domingos et Elisa et des inondations et coulées de boue qui se sont produites, la commune est reconnue, par arrêté du 14 novembre 2023, en état de catastrophe naturelle pour inondations et coulées de boue sur la période du 2 au 12 novembre 2023, comme 179 autres communes du département.

## Toponymie
Le nom de la localité est attesté sous les formes Rumliacum en 704 ; Rumiliacum au Xe siècle ; Rumilly en 1119 ; Rumeliacum, Rumelli en 1139 ; Rumelium en 1157 ; Rumeli vers 1177 ; Rumeillie en 1193 ; Rumeilli au XIIIe siècle ; Rumeilly en 1329 ; Rumilly en 1447 ; Remilly en 1492 ; Rumilly-lez-Villequin en 1507 ; Rumilly-Wilquin en 1545 ; Remilli-Werquin en 1739 ; Remilly Wirquin en 1793 ; Remilly et Remilly-Wirquin depuis 1801.
Remilly viendrait de l'anthroponyme romain Romilius suivi du suffixe -acum « domaine (de) » donnant « le domaine de Romilius ».
Wirquin tiendrait son nom, soit de l'anthroponyme gallo-romain ou latin Vernicius, soit du pré-romain wirk-inio « lieu situé sur la Wirka ».

## Histoire
Il y a deux sites néolithiques à Remilly-Wirquin.

## Politique et administration

### Découpage territorial
La commune se trouve dans l'arrondissement de Saint-Omer du département du Pas-de-Calais.

#### Commune et intercommunalités
La commune est membre de la communauté de communes du Pays de Lumbres qui regroupe 36 communes et totalise 24 187 habitants en 2021.

#### Circonscriptions administratives
La commune est rattachée au canton de Lumbres.

#### Circonscriptions électorales
Pour l'élection des députés, la commune fait partie de la sixième circonscription du Pas-de-Calais.

### Élections municipales et communautaires

#### Liste des maires
| Période                                  | Période                    | Identité      | Étiquette | Qualité                         |
| ---------------------------------------- | -------------------------- | ------------- | --------- | ------------------------------- |
| Les données manquantes sont à compléter. |                            |               |           |                                 |
| 1989                                     | 2020                       | René Denuncq  |           | Réélu pour le mandat 2014-2020, |
| 5 juillet 2020                           | En cours (au 3 avril 2022) | Paule Rolland |           | Ancien cadre,                   |

## Population et société

### Démographie
Les habitants sont appelés les Remilly-Wirquinois.

#### Évolution démographique
L'évolution du nombre d'habitants est connue à travers les recensements de la population effectués dans la commune depuis 1793. Pour les communes de moins de 10 000 habitants, une enquête de recensement portant sur toute la population est réalisée tous les cinq ans, les populations de référence des années intermédiaires étant quant à elles estimées par interpolation ou extrapolation. Pour la commune, le premier recensement exhaustif entrant dans le cadre du nouveau dispositif a été réalisé en 2006.

En 2022, la commune comptait 360 habitants, en évolution de +4,96 % par rapport à 2016 (Pas-de-Calais : −0,72 %, France hors Mayotte : +2,11 %).
| 1793 | 1800 | 1806 | 1821 | 1831 | 1836 | 1841 | 1846 | 1851 |
| ---- | ---- | ---- | ---- | ---- | ---- | ---- | ---- | ---- |
| 167  | 147  | 155  | 183  | 229  | 225  | 218  | 222  | 240  |

| 1856 | 1861 | 1866 | 1872 | 1876 | 1881 | 1886 | 1891 | 1896 |
| ---- | ---- | ---- | ---- | ---- | ---- | ---- | ---- | ---- |
| 240  | 255  | 255  | 255  | 275  | 255  | 260  | 262  | 260  |

| 1901 | 1906 | 1911 | 1921 | 1926 | 1931 | 1936 | 1946 | 1954 |
| ---- | ---- | ---- | ---- | ---- | ---- | ---- | ---- | ---- |
| 252  | 270  | 279  | 248  | 264  | 266  | 235  | 260  | 261  |

| 1962 | 1968 | 1975 | 1982 | 1990 | 1999 | 2006 | 2011 | 2016 |
| ---- | ---- | ---- | ---- | ---- | ---- | ---- | ---- | ---- |
| 232  | 215  | 234  | 283  | 327  | 315  | 343  | 329  | 343  |

| 2021 | 2022 | - | - | - | - | - | - | - |
| ---- | ---- | - | - | - | - | - | - | - |
| 359  | 360  | - | - | - | - | - | - | - |

#### Pyramide des âges
En 2018, le taux de personnes d'un âge inférieur à 30 ans s'élève à 35,0 %, soit en dessous de la moyenne départementale (36,7 %). À l'inverse, le taux de personnes d'âge supérieur à 60 ans est de 25,1 % la même année, alors qu'il est de 24,9 % au niveau départemental.
En 2018, la commune comptait 177 hommes pour 178 femmes, soit un taux de 50,14 % de femmes, légèrement inférieur au taux départemental (51,50 %).
Les pyramides des âges de la commune et du département s'établissent comme suit.
| Hommes | Classe d’âge | Femmes |
| ------ | ------------ | ------ |
| 1,2    | 90 ou +      | 0,0    |
| 4,6    | 75-89 ans    | 9,7    |
| 16,2   | 60-74 ans    | 18,4   |
| 21,0   | 45-59 ans    | 18,5   |
| 20,5   | 30-44 ans    | 19,9   |
| 19,3   | 15-29 ans    | 13,5   |
| 17,1   | 0-14 ans     | 20,0   |

| Hommes | Classe d’âge | Femmes |
| ------ | ------------ | ------ |
| 0,5    | 90 ou +      | 1,6    |
| 5,6    | 75-89 ans    | 8,9    |
| 16,7   | 60-74 ans    | 18,1   |
| 20,2   | 45-59 ans    | 19,2   |
| 18,9   | 30-44 ans    | 18,1   |
| 18,2   | 15-29 ans    | 16,2   |
| 19,9   | 0-14 ans     | 17,9   |

### Sports et loisirs

#### Loisirs
Après la liaison douce, créée à l'initiative de la communauté de communes du Pays de Lumbres et inaugurée en 2021, le long de l’Aa, entre Lumbres et Remilly-Wirquin, via Wavrans-sur-l'Aa et Elnes, en 2023, un nouveau tronçon est ouvert entre Acquin-Westbécourt et Lumbres, long de 4,9 km,.

## Culture locale et patrimoine

### Lieux et monuments

#### Patrimoine religieux
- L'église Saint-Omer. Sa cloche date de 1462 et est classé monument historique à titre d'objet[40].
- La chapelle.
- Le calvaire.

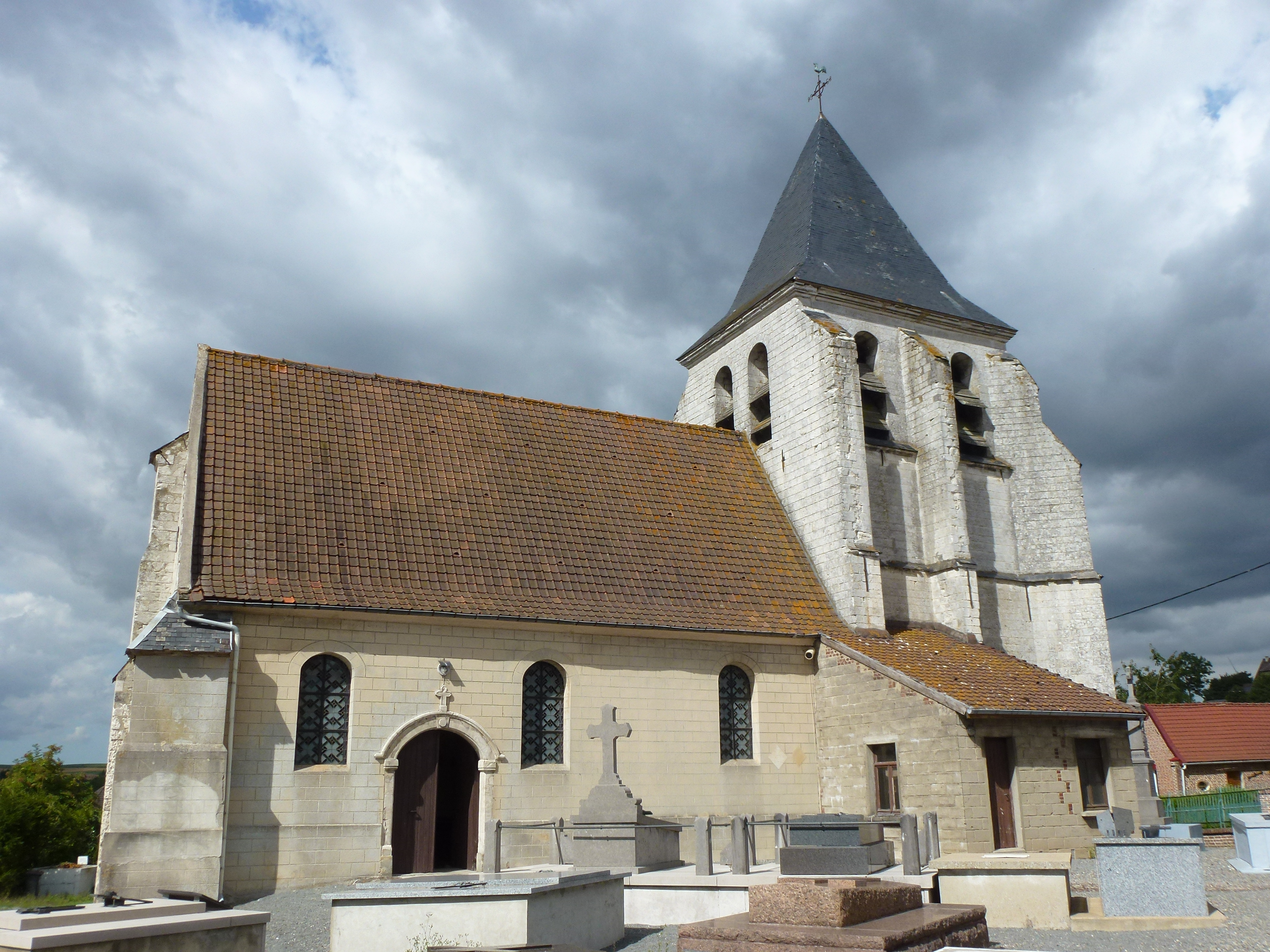
L'église Saint-Omer.
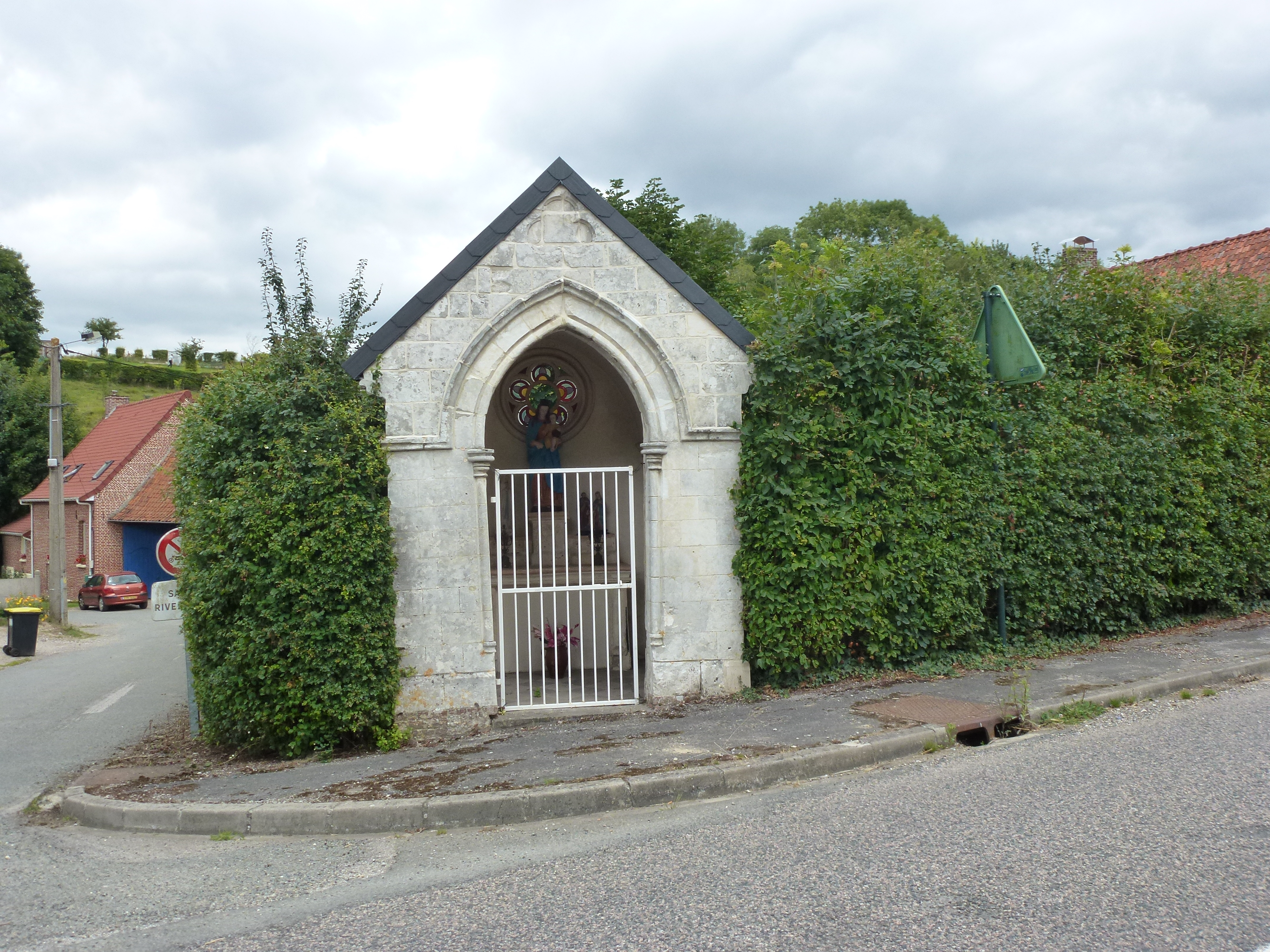
La chapelle.
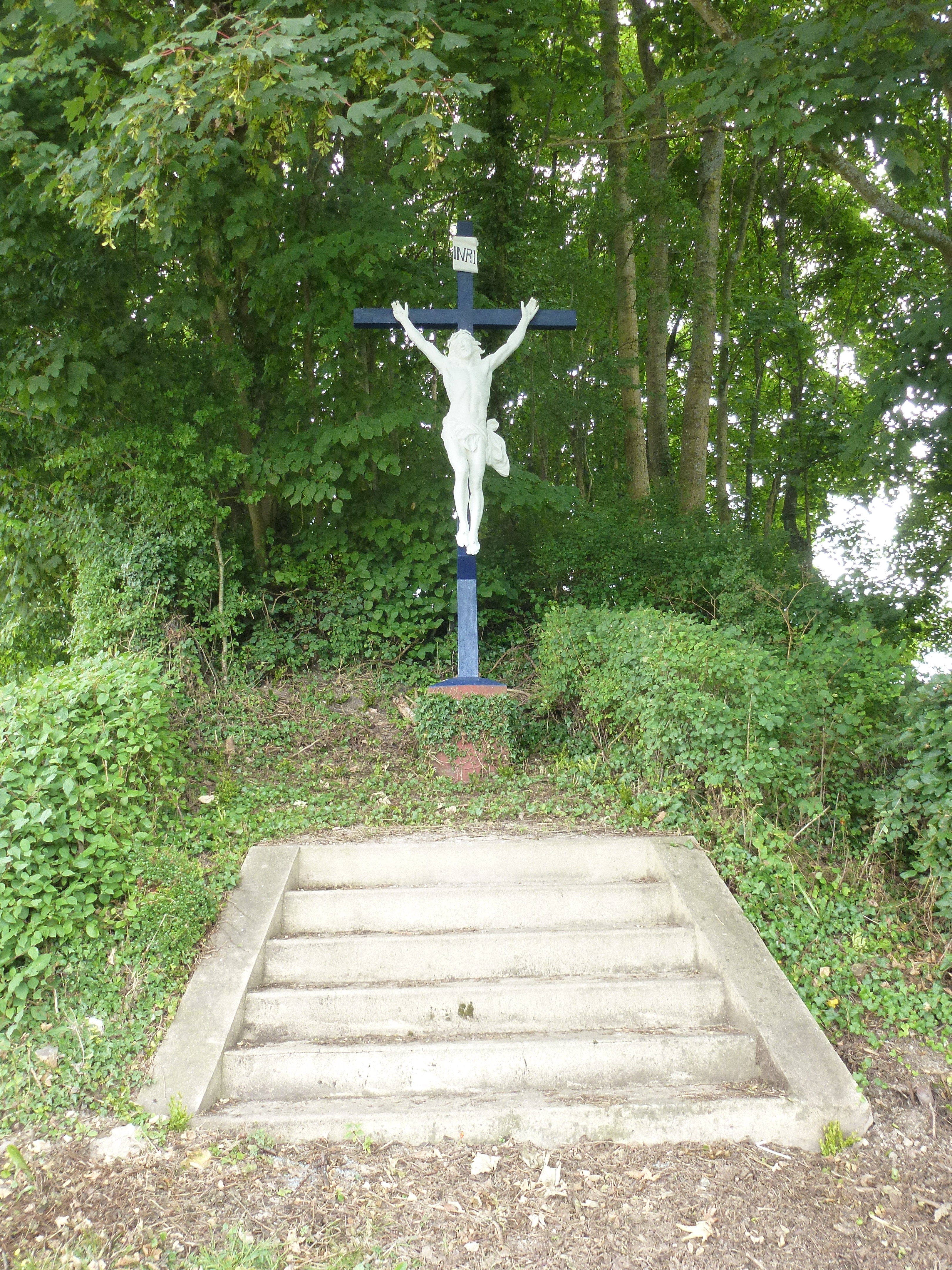
Le calvaire.

#### Patrimoine commémoratif
- Le monument aux morts, surmonté d'une croix latine, dans le cimetière, commémorant la Première Guerre mondiale et la Seconde Guerre mondiale[41].
- Au cimetière, une tombe de guerre de la Commonwealth War Graves Commission (CWGC).

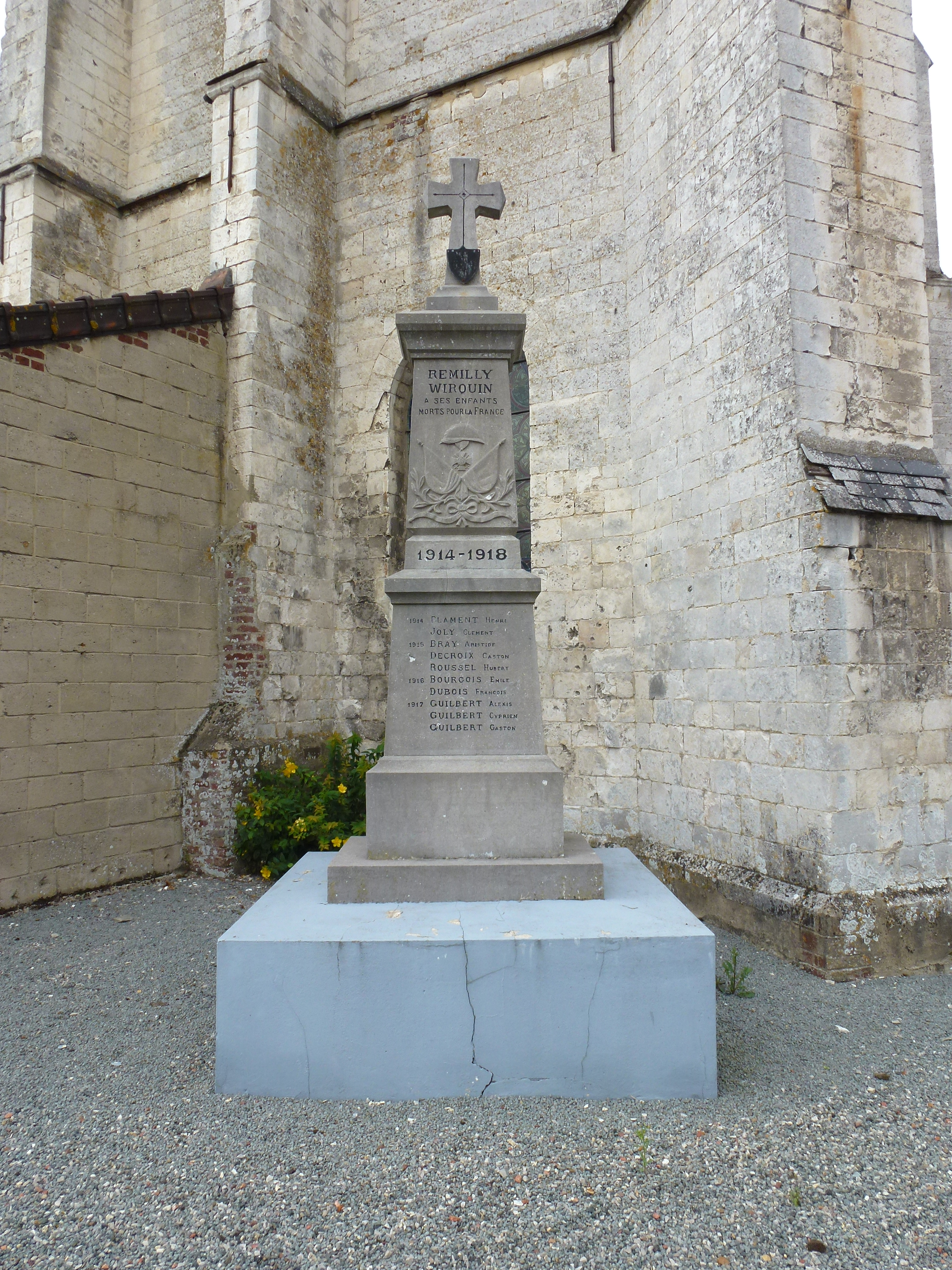
Le monument aux morts.
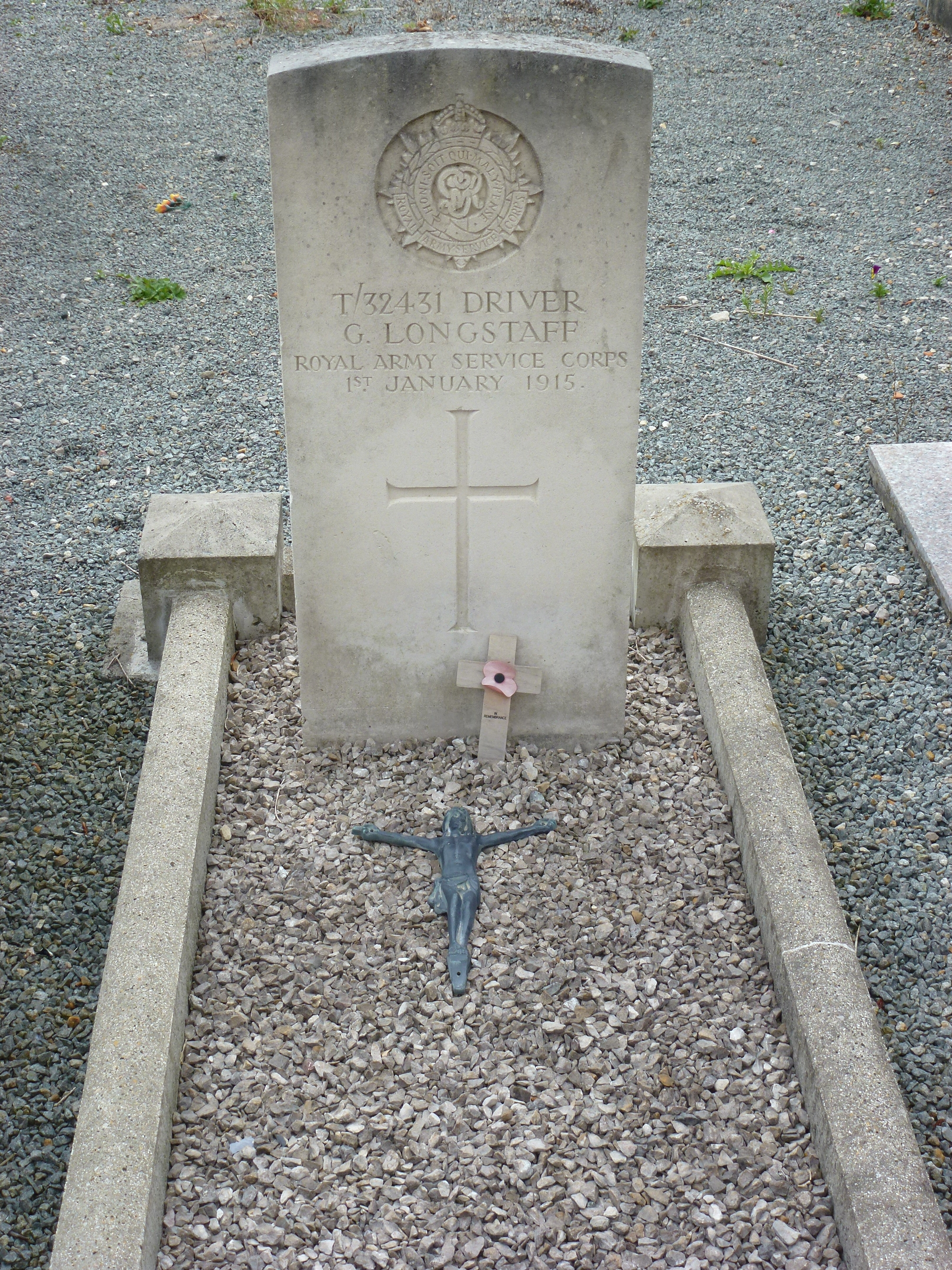
La tombe de guerre de la CWGC.

#### Patrimoine civil
- L'ancienne gare du chemin de fer d'Anvin - Calais, transformée en mairie de la commune, restaurée par la Fondation du patrimoine[42],[43].
- Le moulin à eau sur l'Aa, qui est actuellement un gîte rural avec un terrain de camping.
- L'école communale mixte.
- Le parc d'éoliennes.

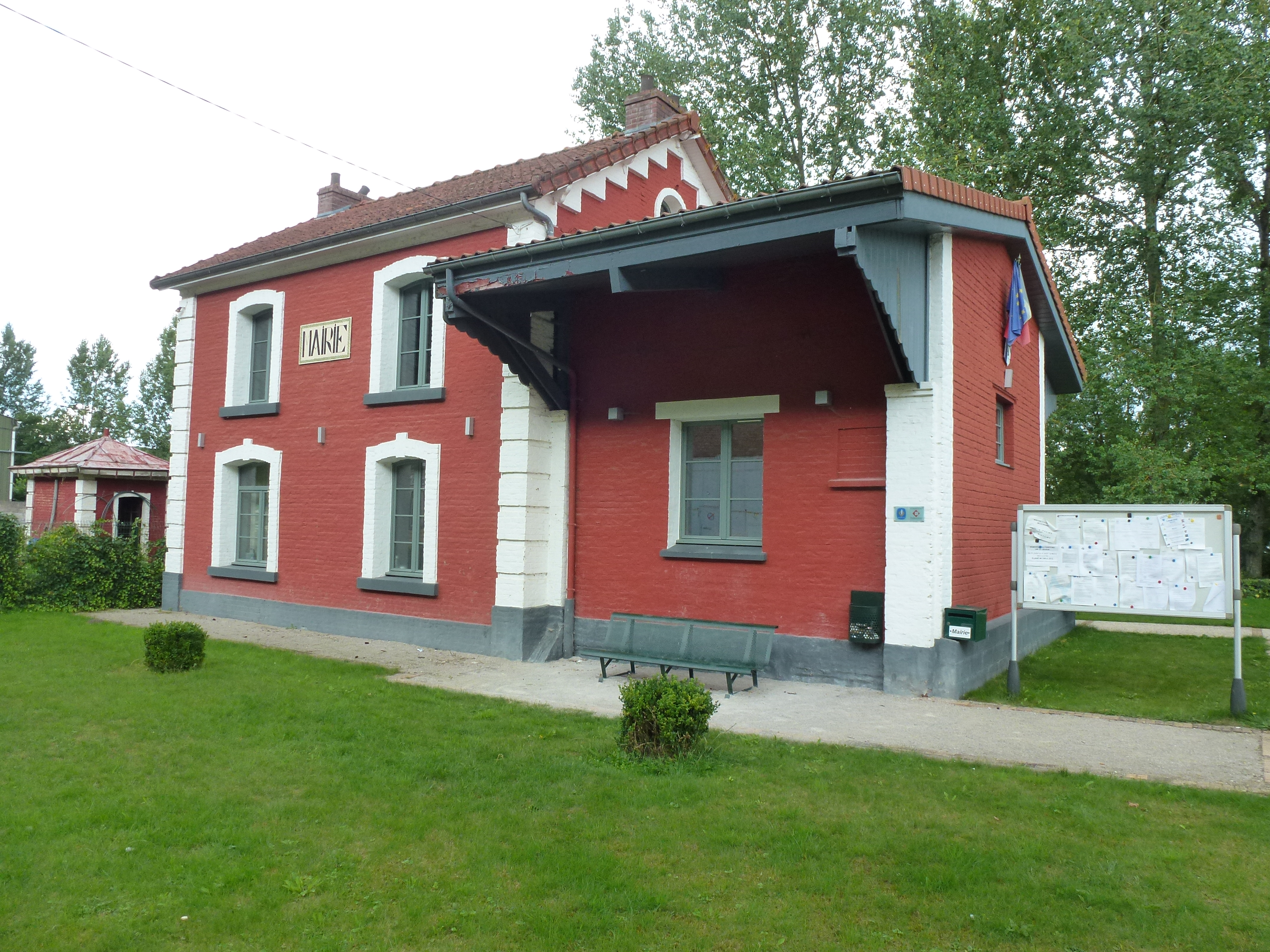
L'ancienne gare.
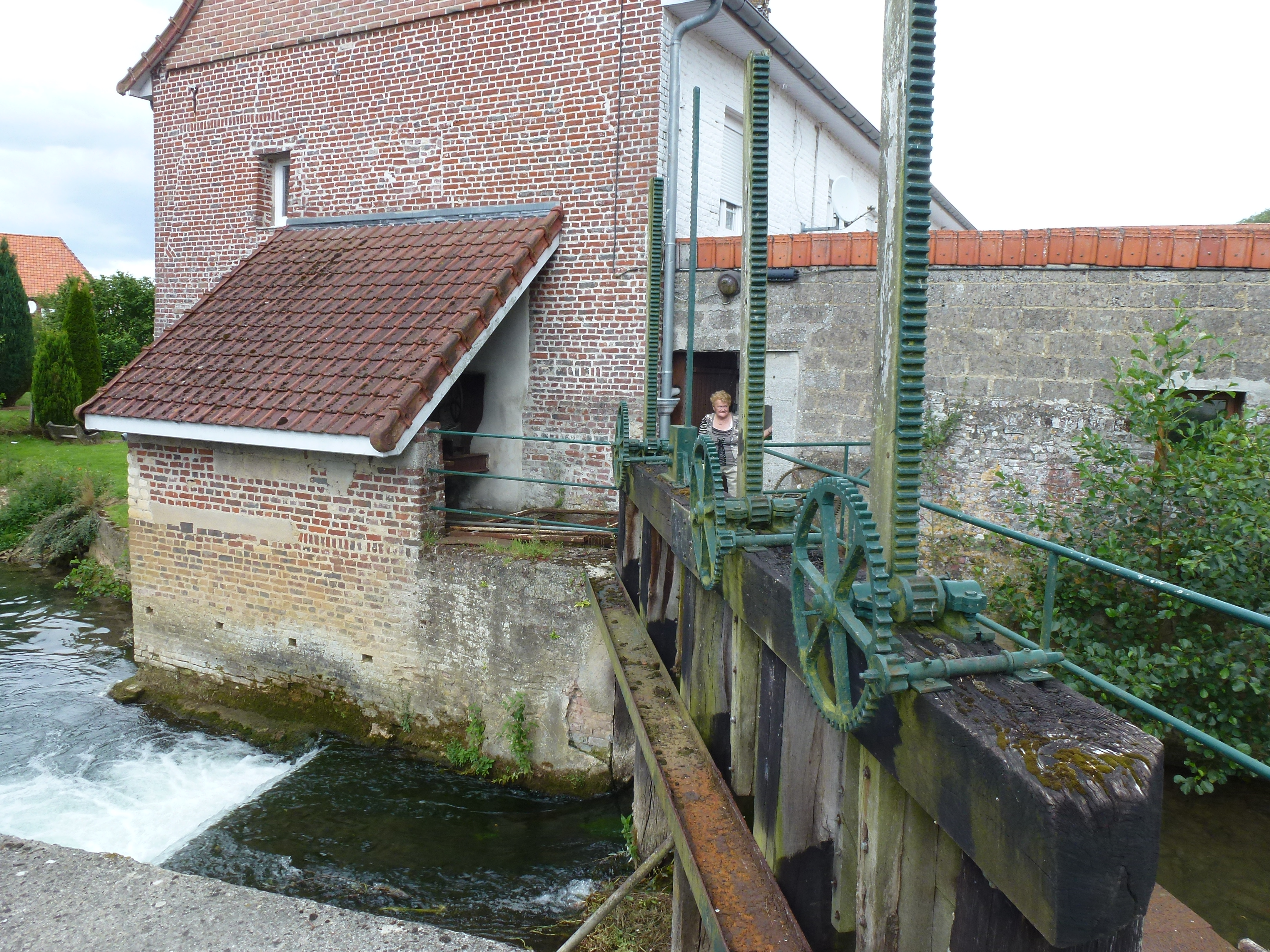
Le moulin sur l'Aa.
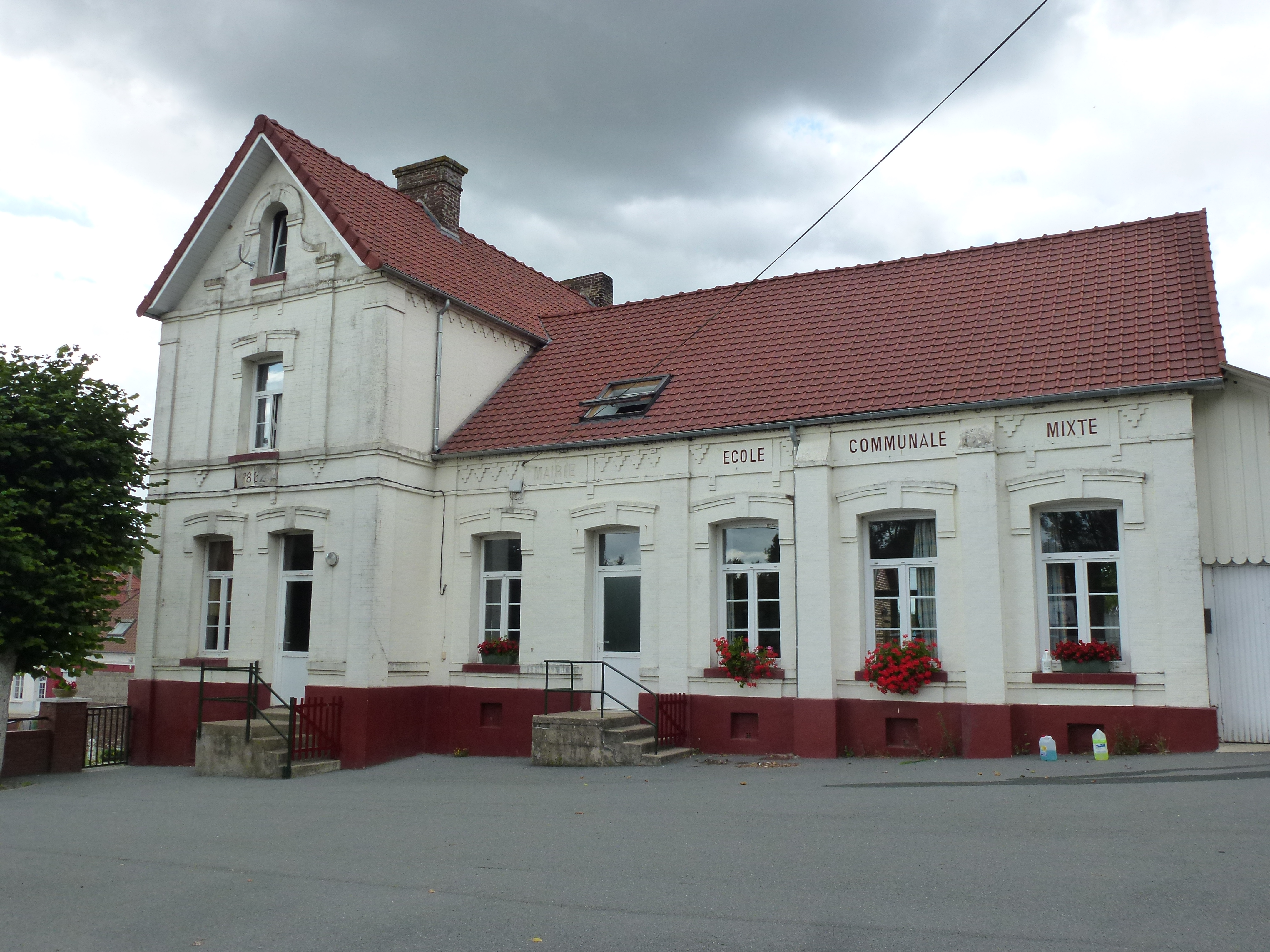
L'école communale mixte.
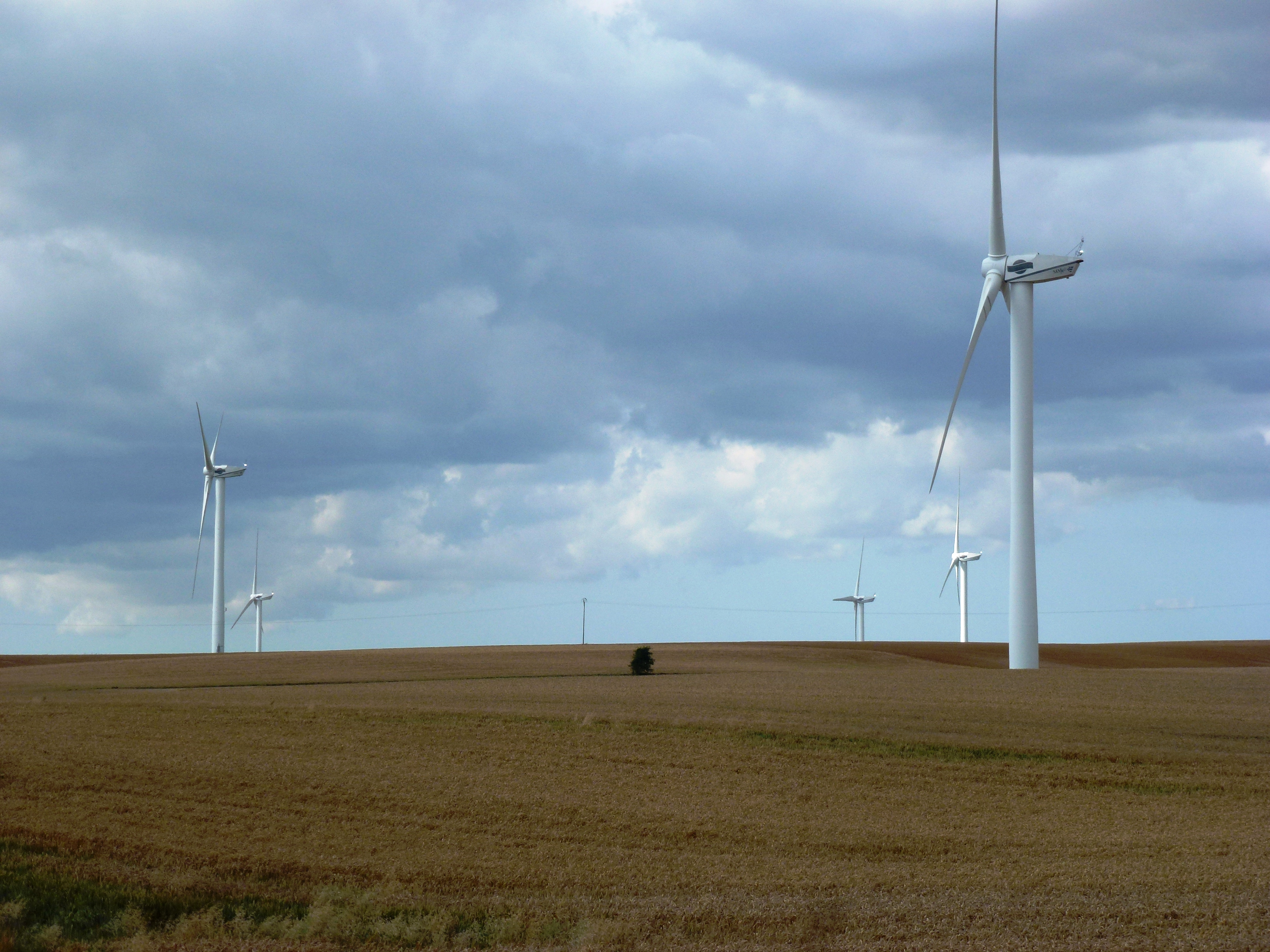
Les éoliennes.

### Personnalités liées à la commune
- Augustin Verdure (1825-1873), personnalité de la Commune de Paris, né dans la commune.

### Héraldique
| Blason de Remilly-Wirquin | Blason  | De gueules à la roue de moulin d'argent.                                                                                             |
| Blason de Remilly-Wirquin | Détails | La roue renvoie au moulin sur l'Aa de la commune, le tout aux couleurs des armes de la famille de Renty. Adopté par la municipalité. |

## Pour approfondir

#### Bases de données, dictionnaires et encyclopédies
- Ressources relatives à la géographie :   - Insee (communes)
  - Ldh/EHESS/Cassini
- Ressource relative à plusieurs domaines :   - Annuaire du service public français
- Notices d'autorité :   - BnF (données)